# Slow West
Slow West (Brasil: Oeste Sem Lei / Portugal: A Caminho do Oeste) é um filme de ação e faroeste britânico-neo-zelandês de 2015 que foi escrito e dirigido por John Maclean em sua estreia na direção. É estrelado por Kodi Smit-McPhee como um jovem escocês em busca de seu amor perdido no oeste americano, acompanhado por um caçador de recompensas interpretado por Michael Fassbender. Ele estreou no Festival de Cinema de Sundance de 2015 em 24 de janeiro de 2015, onde foi premiado com o Prêmio do Júri Mundial de Cinema do Sundance Institute: Vencedor Dramático.
O filme foi lançado pela primeira vez em 15 de maio de 2015 nos Estados Unidos, com um lançamento simultâneo em vídeo sob demanda.

## Sinopse
Jay Cavendish, um jovem escocês, viaja para o oeste americano em busca de seu amor, Rose Ross. Ele encontra um grupo de homens perseguindo um nativo americano; um caçador de recompensas irlandês, Silas Selleck, chega e mata o líder. Jay emprega o caçador de recompensas para proteção.
Em uma feitoria, sem o conhecimento de Jay, Silas vê um pôster de procurado oferecendo uma recompensa de $2.000 por Rose e seu pai. Ele planeja usar Jay para chegar à recompensa. Outro caçador de recompensas, Victor the Hawk, também toma conhecimento do pôster. No entreposto comercial, um casal sueco tenta um assalto que resulta na morte do proprietário e do homem. Jay intervém e atira na mulher. Silas e Jay juntam provisões e vão embora, abandonando os filhos do casal do lado de fora.
No passado, na Escócia, Rose sabia do carinho de Jay, mas só se preocupava com ele como um "irmão mais novo". O tio de Jay, Lord Cavendish, é morto acidentalmente por John Ross, o pai de Rose, em uma discussão; Rose e seu pai partem para a América com a recompensa por suas cabeças.
No presente, Jay abandona Silas e segue sozinho, pensando que ele é um "bruto". Ele conhece um escritor viajante, Werner, que se oferece para acompanhar Jay. Quando Jay acorda na manhã seguinte, Werner foi embora, roubando seu cavalo e equipamento. Silas rastreia Jay com seus pertences roubados, dizendo que ele encontrou Werner enquanto procurava por Jay.
A dupla conhece Payne, o líder da antiga gangue de Silas, que acolheu as crianças suecas. Payne lhes dá absinto em uma tentativa fracassada de reunir informações sobre o paradeiro de Rose e seu pai. Enquanto eles estão dormindo, Silas e Jay compartilham um sonho de Silas e Rose morando juntos com uma criança. Eles acordam para descobrir que Payne roubou suas armas. Silas revela a recompensa a Jay. Eles fogem da gangue de Payne em uma floresta, onde Jay é ferido por índios americanos.
Rose e seu pai vivem em uma pradaria próxima, protegida por um nativo americano chamado Kotori. Victor, disfarçado de padre, os rastreia e mata o pai de Rose. Depois de chegar à pradaria, Silas amarra Jay a uma árvore para protegê-lo. Silas corre para a casa para avisar Rose da gangue de Payne, mas é ferido por Victor. Payne e seus homens matam Victor e assaltam a casa.
Jay se liberta e corre para a casa. Depois que Kotori e a maior parte da gangue de Payne são mortos, Rose percebe que atirou em Jay na confusão. Enquanto ela o conforta, Payne entra na casa e Jay atira nele quando ele morre. Silas diz a Rose que Jay a amava "de todo o coração". Silas fica com Rose e os filhos suecos.

## Elenco
- Kodi Smit-McPhee como Jay Cavendish[10]
- Michael Fassbender como Silas Selleck[10]
- Ben Mendelsohn como Payne[10]
- Caren Pistorius como Rose Ross[11]
- Rory McCann como John Ross[8]
- Edwin Wright como Victor the Hawk
- Michael Whalley como o garoto
- Andrew Robertt como Werner[8]
- Madeleine Sami como Marimacho
- Brian Sergent como Peyote Joe
- Bryan Michael Mills como o Menestrel
- Kalani Queypo como Kotori

## Produção
Em 19 de setembro de 2013, foi anunciado que Michael Fassbender, Kodi Smit-McPhee e Ben Mendelsohn se juntaram ao elenco de Slow West, produzido pela Film4 Productions.
A fotografia principal começou em 21 de outubro de 2013 na Nova Zelândia. As filmagens também aconteceram na Escócia em torno da área Achiltibuie, ambientada no Colorado e nas Highlands escocesas.

## Recepção
O filme foi aclamado pela crítica de cinema após sua estreia no Festival de Sundance. Tem uma pontuação de 92% no Rotten Tomatoes, com base em 134 resenhas, com uma classificação média de 7.5/10 e um consenso crítico afirmando: "Slow West serve como um cartão de visita impressionante para o roteirista e diretor estreante John M. Maclean—E oferece um presente criativo para os fãs do faroeste." No Metacritic, o filme teve uma pontuação de 73 de 100, com base em 27 críticas, indicando "críticas geralmente favoráveis".
Rodrigo Perez, do The Playlist, em sua crítica, disse: "Queimando lentamente e fervendo, Slow West sabe como colocar a tensão em alta velocidade." Bilge Ebiri da revista New York deu ao filme uma crítica positiva, e disse que é "um conto de amadurecimento absurdo e melancólico que salta de uma comédia estranha para uma violência impressionante e para uma reflexão estimulante". Michelle Orange, da SBS, deu ao filme quatro de cinco estrelas e disse que "Slow West é definido por uma espécie de ambivalência amorosa - sobre seu herói, seu gênero e, talvez, acima de tudo, sobre uma paisagem. duro e tão bonito que quase faz um homem ter esperança de morrer."